# المسوادة

تعديل مصدري - تعديل

 المسوادة إحدى حارات مدينة قرية المركز بمحافظة إب، بلغ تعداد سكانها 144 نسمة حسب تعداد اليمن لعام 2004.